# CieloBuio
CieloBuio-Coordinamento per la protezione del cielo notturno è un'associazione senza fini di lucro che opera in Italia per la tutela del cielo e dell'ambiente notturno promuovendo la cultura di un'illuminazione eco-compatibile e sensibilizzando l'opinione pubblica sul fenomeno dell'inquinamento luminoso.
Nata in Lombardia nel 1997 attorno ad una mailing-list sul tema dell'inquinamento luminoso, CieloBuio ha raccolto in seguito adesioni da parte di astronomi, astrofili, ambientalisti, professionisti dell'illuminazione o semplici interessati di tutta Italia. L'attuale presidente è Fabio Arcidiacono.
Nella sua lotta contro l'inquinamento luminoso, CieloBuio ha come riferimento e modello da sostenere e promuovere la legge della regione Lombardia n. 17/2000, in tutte le sue forme ed estensioni. Tale legge si basa sul criterio dello "zero inquinamento", in base al quale, salvo poche e ben determinate eccezioni, nessun corpo illuminante può inviare luce al di sopra del piano dell'orizzonte.
Negli ultimi anni CieloBuio ha giocato un ruolo cruciale nell'approvazione di altre leggi regionali pensate sul modello lombardo, tra le quali citiamo quelle in vigore nelle regioni Marche (LR 10/02), Emilia-Romagna (LR 19/03), Abruzzo (LR 12/05), Puglia (LR 15/05), Umbria (LR 20/05), Friuli-Venezia Giulia (LR 15/07), Veneto (LR 17/09) e Alto Adige - Sud Tirol (DGP 2057/2011). Inoltre, la legge approvata in Lombardia ha ispirato la stesura delle leggi in vigore nella Repubblica Ceca (la prima nazione al mondo ad aver approvato una legge contro l'inquinamento luminoso che si applica sull'intero territorio nazionale, ma che tuttora manca di regolamento) ed in Slovenia (dove la legge è efficace).
CieloBuio opera in stretta collaborazione con la sezione italiana dell'International Dark-Sky Association (IDA) e varie organizzazioni scientifiche allo scopo di promuovere una legge per la tutela dell'ambiente notturno che sia valida su tutto il territorio italiano.
In campo internazionale, CieloBuio è in contatto con le principali organizzazioni per la tutela dell'ambiente notturno, tra le quali Dark Sky Slovenia, Cel Fosc (Spagna), Dark-Sky Switzerland, CfDS (Gran Bretagna), IDA Europe. In particolare, CieloBuio collabora attivamente con la Starlight Initiative dell'UNESCO, iniziativa che nel 2009 ha adottato i parametri tecnici suggeriti da CieloBuio. Più recentemente (tra il 2009 e il 2011), CieloBuio ha lavorato con la OPCC, Oficina de Protección de la Calidad del Cielo del Norte de Chile, per migliorare la legge di protezione del cielo dei più importanti osservatori astronomici ubicati sulle Ande cilene. Nel 2012 è stata approvata la nuova versione della "norma luminica".

## Organi
CieloBuio si divide nei seguenti organi più o meno formali:
- mailing list di CieloBuio, organo di libera aggregazione delle idee e delle attività per sostenere le azioni sul territorio;
- l'associazione CieloBuio onlus, riconosciuta legalmente, che raccoglie tutti coloro che desiderano sostenere più concretamente le attività dei gruppi di lavoro;
- l'organo direttivo, composto da 6 membri e da un presidente onorario, che prende le decisioni e imposta le strategie d'azione di CieloBuio;
- la commissione tecnico-scientifica, composta da sei esperti, che sviluppa e ricerca soluzioni di illuminazione eco-compatibile da proporre e promuovere.

## Riconoscimenti
Nel 2000, per il ruolo fondamentale giocato a favore dell'approvazione della legge della Lombardia contro l'inquinamento luminoso, il Gruppo Astrofili Brianza ha onorato CieloBuio con la dedica dell'asteroide 13777 Cielobuio, scoperto dai soci di codesto sodalizio presso l'Osservatorio di Sormano (Como) in data 20 ottobre 1998.
Nel 2003, la sezione europea dell'International Dark-Sky Association (IDA) ha premiato il presidente di CieloBuio di allora, ing. Diego Bonata, con il "Galileo Award" , un premio consegnato con cadenza annuale a persone o associazioni che si distinguono a livello europeo nella lotta per la conservazione dell'oscurità del cielo notturno. Nel 2004 il riconoscimento è stato assegnato all'attuale presidente di CieloBuio, dottor Fabio Falchi.
Nel 2004, CieloBuio è risultata tra i vincitori del premio "Innovazione Amica dell'Ambiente" , consegnato da Legambiente in riconoscimento dei risultati ottenuti in termini di qualità della luce, risparmio energetico e tutela ambientale con l'applicazione della LR 17/00 della Lombardia.